# مانويل كيروغا
مانويل كيروغا (بالإسبانية: Manuel López-Quiroga Miquel)‏ هو عازف بيانو وملحن إسباني، ولد في 30 يناير 1899 في إشبيلية في إسبانيا، وتوفي في 13 ديسمبر 1988 بسبب استسقاء.

## وصلات خارجية
- مانويل كيروغا على موقع IMDb (الإنجليزية)
- مانويل كيروغا على موقع ميوزك برينز (الإنجليزية)
- مانويل كيروغا على موقع ديسكوغز (الإنجليزية)